# Cimetière militaire polonais du Mont-Cassin
Le cimetière militaire polonais du Mont-Cassin (en polonais polski cmentarz wojenny na Monte Cassino) est situé près de l'abbaye du Mont-Cassin, sur la commune de Cassino.
C'est l'un des cinq cimetières de guerre du Cassinate, avec le cimetière allemand (dans le hameau de Caira), l'italien (à Mignano Monte Lungo), le français (à Venafro) et celui du Commonwealth (à Cassino), sans oublier les autres cimetières militaires polonais situés sur le territoire italien à Casamassima, Loreto et Bologne.
Le cimetière polonais du Mont-Cassin abrite les tombes de 1 072 Polonais morts au cours de la bataille qui leur a permis, en mai 1944, de mener l'assaut final sur l'abbaye bénédictine installée au sommet de la montagne, bombardée depuis quatre mois. Il est entretenu par le « Conseil pour la protection des sites commémoratifs de la lutte et du martyre ».
Les affiliations religieuses des défunts sont indiquées par trois types de pierres tombales : les croix chrétiennes pour les catholiques romains et les orthodoxes orientaux et les pierres tombales juives portant l'étoile de David. 
Le cimetière est nettement visible depuis l'abbaye, qui se trouve à seulement quelques centaines de mètres. Il est le plus proche de tous les cimetières alliés, symbolisant l'importance des combattants polonais pendant la bataille. Ce sont les Polonais qui sont crédités de la libération de l'abbaye des forces de l'Axe. En tant que tels, leurs morts à la guerre ont été honorés d'avoir été enterrés à une telle proximité de l’édifice pour la libération duquel ils sont morts.

## Histoire
Le cimetière est situé sur les pentes de ce qui a été désigné comme le point 445 et de l'abbaye sur le mont Cassin. La majorité des soldats enterrés ici appartiennent au 2e corps d'armée polonais du lieutenant-général Władysław Anders. Des soldats de ce corps ont attaqué à plusieurs reprises les défenseurs allemands à l'intérieur du monastère du Mont-Cassin en mai 1944. Le matin du 18 mai 1944, les forces polonaises sont finalement entrées dans les ruines de l'abbaye et ont hissé le drapeau polonais.
Les premières inhumations dans le cimetière ont eu lieu en 1944 et le cimetière a été achevé en 1946 sur la base des plans de Wacław Hryniewicz et Jerzy Skolimowski. La consécration officielle du site a eu lieu le 1er septembre 1945.
Le bâtiment a été conçu par l'atelier de l'architecte Pietro Rogacien, fils d'un ancien combattant de la bataille du mont Cassin, ainsi que par l'un des constructeurs du cimetière. L'exposition a été organisée par le professeur Krystyna Jaworska, dont les parents étaient des soldats du 2e corps d'armée polonais, et par le Dr Paolo Morawski.
Il abrite plus d'un millier de soldats (1 051 d’après la liste située à l'entrée) du deuxième corps d'armée polonais. Il y a aussi la tombe de Władysław Anders, le général polonais à la tête des forces polonaises qui ont pris l’abbaye  du Mont-Cassin. Anders est mort vingt-six ans après les combats, en 1970 à Londres, et ses cendres ont été transportées pour être inhumées au cimetière, selon ses souhaits de reposer ici parmi ses hommes.

## Description
À l'entrée du cimetière, une inscription gravée au sol accueille les visiteurs. Elle est inspirée de l'épitaphe de Simonide, et se lit comme suit : 
En français : « Passants, dites à la Pologne que nous sommes devenus fidèles à son service. »
Alors que l'inscription sur l'obélisque élevé en leur honneur au sommet du point 593 est inscrite en quatre langues (polonais, italien, français et anglais) :
Un hymne, Les Coquelicots rouges du mont Cassin — composé la veille de l’assaut final polonais sur le bastion allemand — rend hommage à ces soldats qui ont donné leur vie. Le refrain est connu de la plupart des Polonais :
Les Coquelicots rouges du mont Cassin
« Au lieu de la rosée ont bu le sang polonais...
À travers ces coquelicots, un soldat est passé et a péri,
Mais la colère était plus forte que la mort !
Les années passeront, les siècles passeront,
Ne resteront que les traces du passé !
Et les coquelicots du mont Cassin
Seront plus rouges car ils ont été arrosés de sang polonais. »
Juste après l'entrée, à gauche, le musée commémoratif du 2e corps d'armée polonais, inauguré le 17 mai 2014, à l'occasion du 70e anniversaire de la bataille du mont Cassin, a été créé grâce à l'initiative de l'Association générale des Polonais d'Italie, en collaboration avec l'ambassade de Pologne à Rome.

## Galerie

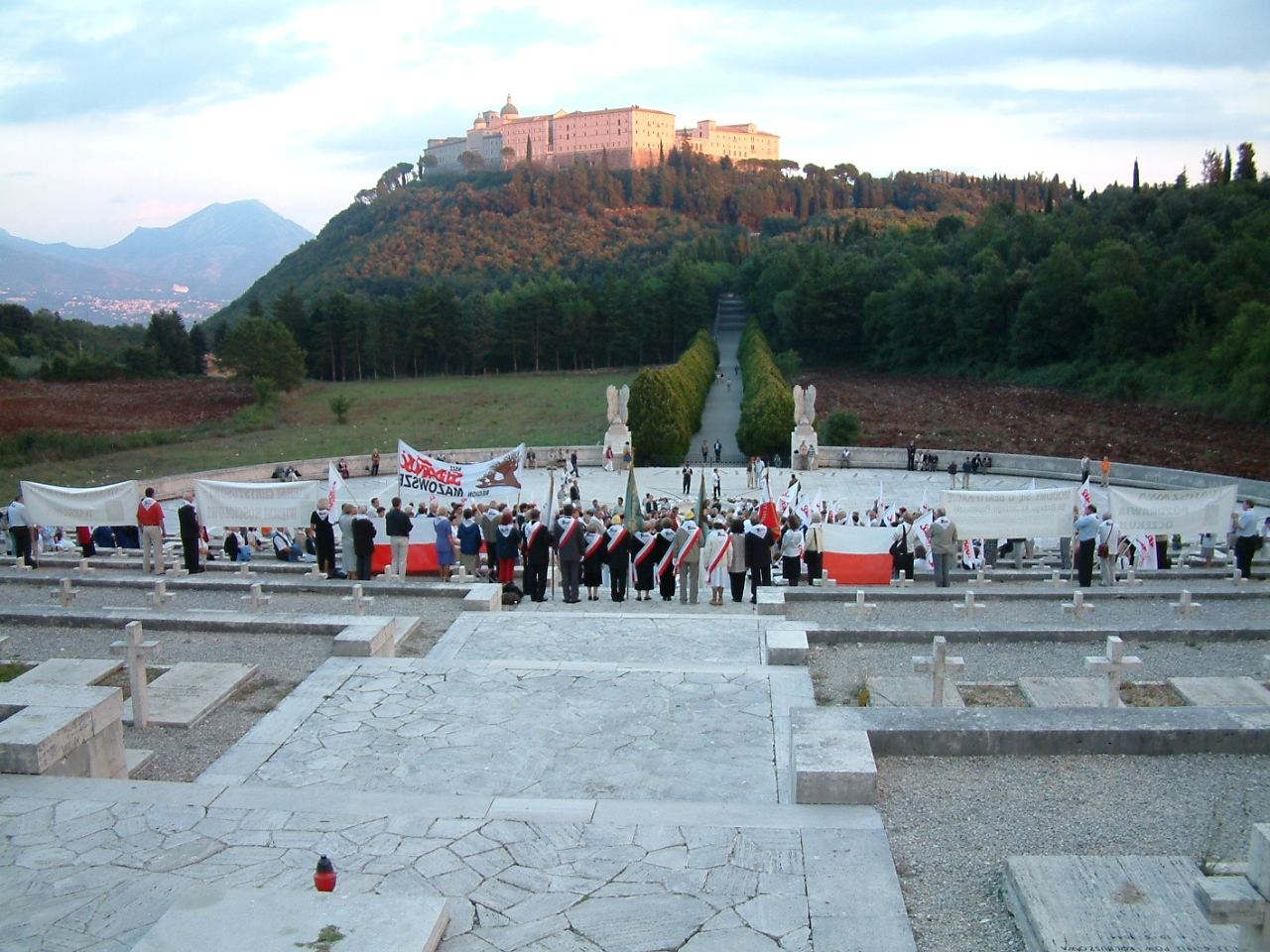
Le cimetière avec le mont Cassin en arrière-plan.
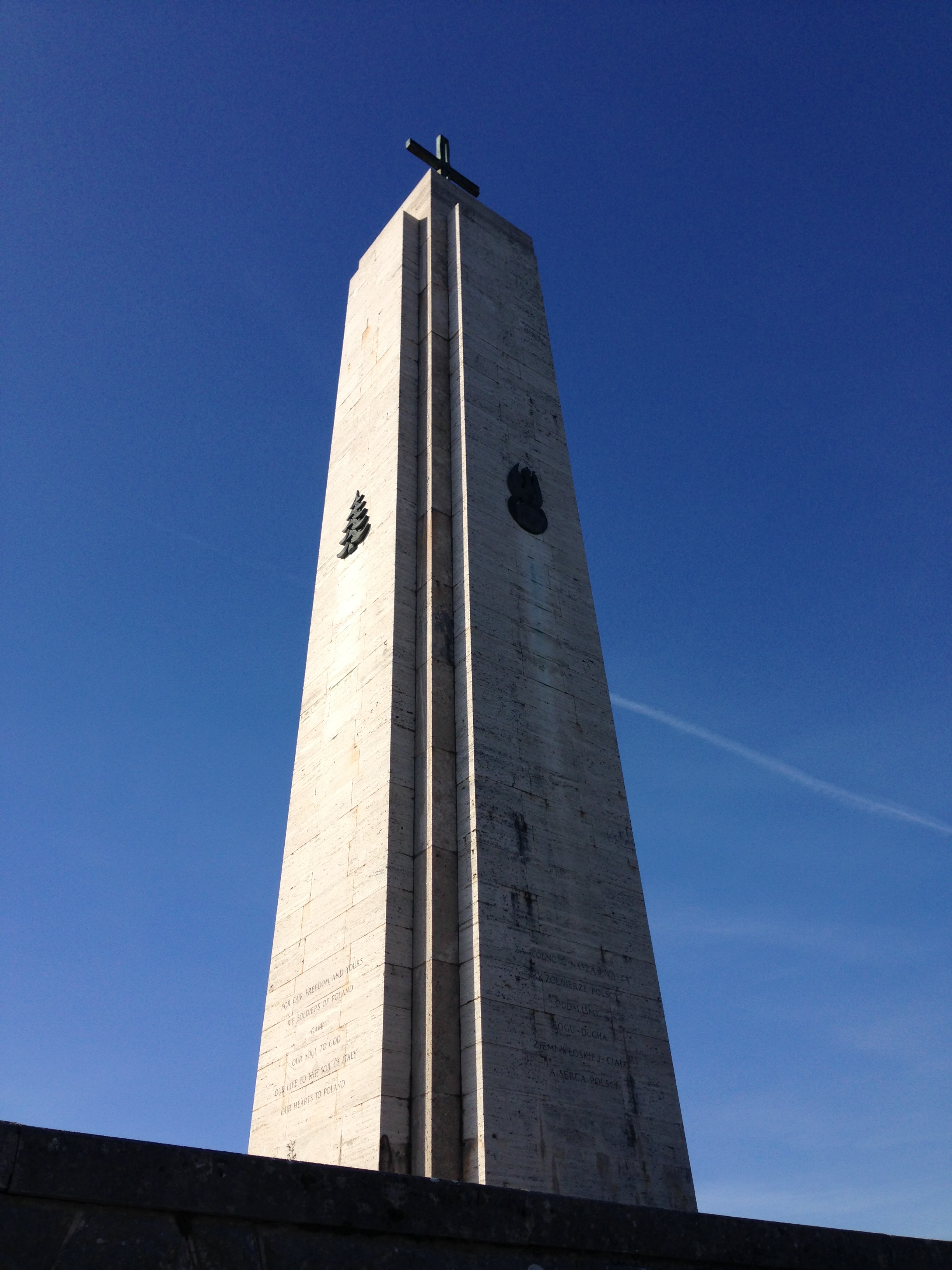
Obélisque dédié aux soldats polonais.
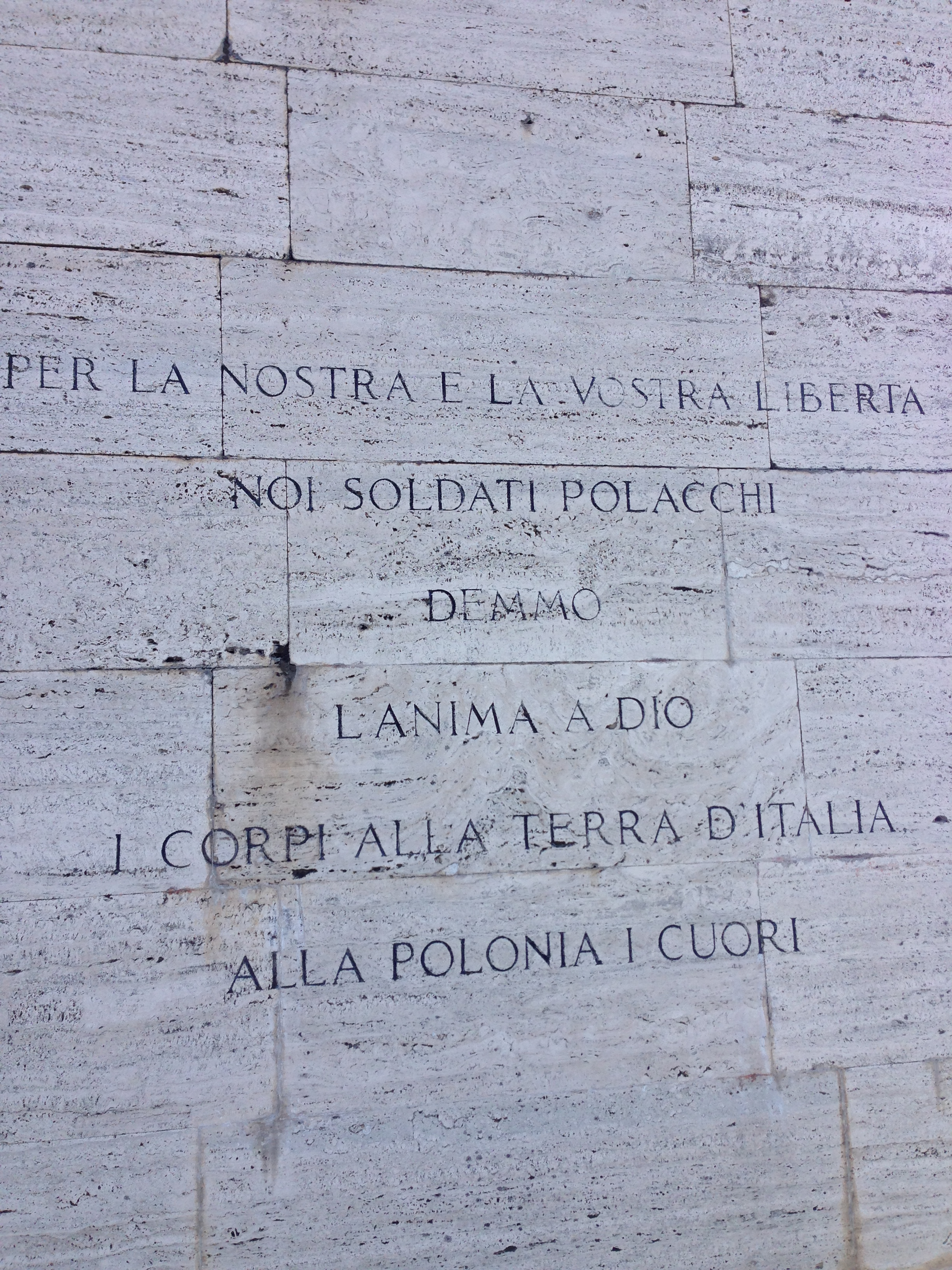
Détail de l’obélisque dédié aux soldats polonais.
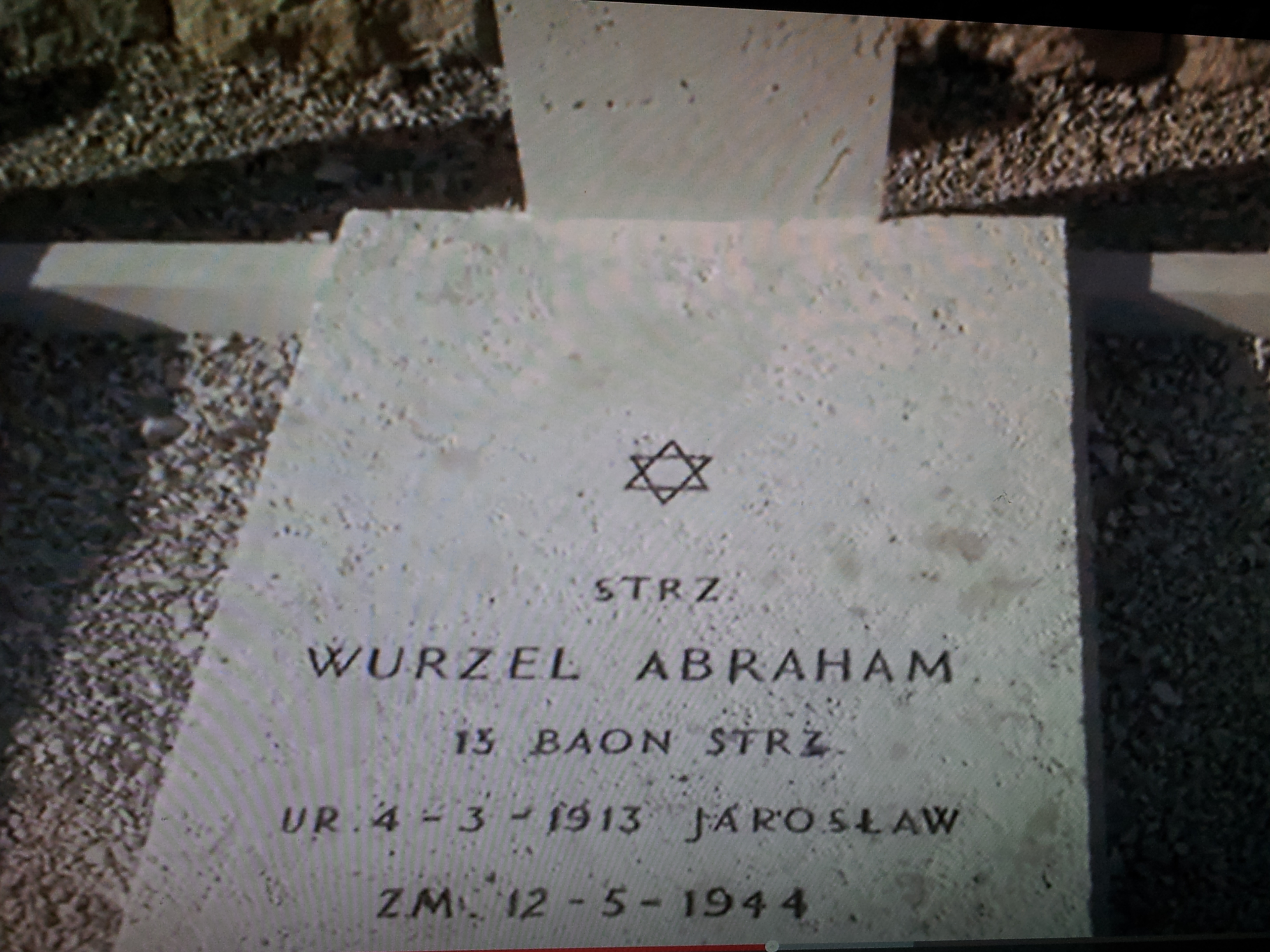
Une tombe juive dans le cimetière du Mont-Cassin.